# Johann von Lessel
Johann Friedrich August von Lessel (* 1. Mai 1873 in Berlin; † 12. Dezember 1936 in Lübeck) war ein deutscher Kapitän zur See im Ersten Weltkrieg sowie Politiker der DVFB und MdL im Freistaat Mecklenburg-Schwerin (1924–1926).

## Leben
Johann entstammte der alten schlesischen Adelsfamilie von Lessel. Er war der Sohn des späteren preußischen Generalleutnants Emil von Lessel (1847–1927) und dessen Ehefrau Helene Charlotte Dorothea, geborene Haseloff (* 25. September 1850 in Burg; † 7. August 1910 in Halle).
Lessel trat am 12. April 1890 als Kadett in die Kaiserliche Marine ein. Als Korvettenkapitän war er ab Juni 1909 für zwei Jahre Kommandant der Seeadler. Im Verlauf seiner Militärkarriere war er 1913/14 Direktor des Artillerieressorts an der Kaiserlichen Werft Wilhelmshaven.
Während des Ersten Weltkriegs kommandierte Lessel von Mitte August 1914 bis Oktober 1915 die Frithjof und wurde am 17. Oktober 1915 zum Kapitän zur See befördert. Für einen Monat war er Kommandant der Schwaben, bevor er bis Juli 1917 das Linienschiff Elsass kommandierte. Anschließend war er Kommandant des Linienschiffs Lothringen, von Dezember 1916 bis August 1917 das Großlinienschiff Rheinland und anschließend bis Dezember 1918 Friedrich der Große. Am 14. Juli 1919 wurde er aus der Marine verabschiedet.
Nach Kriegsende nahm er seinen Abschied, wurde Politiker und war von 1924 bis 1926 Mitglied des Landtages des Freistaates Mecklenburg-Schwerin.
Lessel war u. a. Träger des Roten Adlerordens 4. Klasse, des Eisernen Kreuzes I. Klasse, dem Ehrenritter des Johanniterordens, Inhaber des Kronenordens II. Klasse mit Schwertern am zweimal schwarz- und dreimal weißgestreiftem Bande sowie des Bayerischen Militärverdienstordens III. Klasse mit Krone und Schwertern.
Zum 1. April 1936 trat er der NSDAP bei (Mitgliedsnummer 3.741.721).